# Marthe Cohn
Marthe Cohn, Pseudonym Martha Ulrich (als Marthe Hoffnung; * 13. April 1920 in Metz, Frankreich; † 21. Mai 2025 in Los Angeles, Kalifornien, Vereinigte Staaten), war eine französische Autorin und Spionin.

## Leben
Marthe Cohn wurde am 13. April 1920 als eines von sieben Kindern einer jüdisch-orthodoxen Familie in Metz, Frankreich geboren. Nachdem ihre Schwester Stéphanie und ihr Verlobter, die beide in der Résistance aktiv waren, nach Auschwitz gebracht und dort ermordet wurden, floh die Familie nach Südfrankreich. Nach der Befreiung von Paris, im November 1944, kam Cohn aufgrund ihrer guten Deutschkenntnisse zum französischen Geheimdienst und sollte fortan als Spionin im Deutschen Reich eingesetzt werden, um auszukundschaften, wo sich Truppen verschanzten und wie die Bevölkerung noch zum NS-Regime steht.
Mit dem Decknamen Martha Ulrich reiste sie unter dem Vorwand, als deutsche Krankenschwester ihren vermissten Verlobten zu suchen, ins Deutsche Reich. Nach 14 gescheiterten Versuchen, die Kriegsfront im Elsass zu überqueren, gelang ihr die Einreise ins Deutsche Reich über die Schweiz nahe Schaffhausen. Während ihrer Tätigkeit als Spionin konnte Cohn zwei wichtige Informationen an den französischen Geheimdienst melden: Zum einen, dass für die Siegfriedlinie der Nordwesten Freiburgs evakuiert wurde, und zum anderen, wo die exakten Stellungen der deutschen Truppen im Schwarzwald waren. Dabei erhielt sie die Hilfe eines Wehrmachtoffiziers. Die Alliierten-Truppen konnten so die Stellungen umgehen. Nach dem Zweiten Weltkrieg kehrte sie nach Frankreich zurück und arbeitete als Krankenschwester. Im Jahr 1956 lernte Marthe Cohn in Genf den US-amerikanischen Medizinstudenten Major L. Cohn kennen. Sie heirateten 1959 und zogen in die USA.

„Wenn man die Vergangenheit nicht kennt, kann man die Zukunft nicht gestalten.“

Marthe Cohn sprach in vielen Vorträgen über ihre Erfahrungen als Spionin. Im Jahr 2002 schrieb sie zusammen mit Wendy Holden ein Buch über ihre Erfahrungen als Spionin; mit dem Titel Im Land des Feindes: Eine jüdische Spionin in Nazi-Deutschland. Im Jahr 2019 erschien der Dokumentarfilm Chichinette – Wie ich zufällig Spionin wurde der deutschen Filmemacherin Nicola Hens, der sich mit dem Leben und den damaligen Vorträgen von Marthe Cohn befasst.

## Auszeichnungen
- 1945: Croix de guerre
- 1999: Militärmedaille (Frankreich)
- 2002: Mitglied der Ehrenlegion (Ritter)
- 2006: Medaille de Reconnaissance de la Nation
- 2014: Bundesverdienstkreuz[5]

## Publikationen
- Im Land des Feindes: Eine jüdische Spionin in Nazi-Deutschland. Schöffling & Company, 2018. ISBN 3-7317-6139-4.

## Filmografie
- 2019: Chichinette – wie ich zufällig Spionin wurde